# Samba Book - João Nogueira
Sambabook João Nogueira é uma Multi plataforma em homenagem ao sambista brasileiro João Nogueira, idealizado e dirigido por Afonso Carvalho e lançado em 2012 pela gravadora Musickeria. A coletânea reúne grandes nomes da música popular brasileira em CD/DVD e Blu-ray.

## História
O Sambabook João Nogueira foi lançado em 2012, ano em que João Nogueira completaria 70 anos. O projeto inclui, além do CD/DVD, uma coleção de estudos musicais sobre a obra do sambista: tablaturas e um livro com a discobiografia do compositor. O projeto foi idealizado e dirigido por Afonso Carvalho e produzido pela Musickeria em parceria com o também sambista Diogo Nogueira, filho do homenageado. Artistas de renome foram convidados para participar do projeto musical, tais como Beth Carvalho, Alcione e Zeca Pagodinho. O álbum foi lançado oficialmente em 25 de abril em uma cerimônia particular no Circo Voador.

## Faixas

### CD
Todas as faixas escritas e compostas por João Nogueira e parceiros. 
| CD 1 |                             |                                   |         |  |
| N.º  | Título                      | Artista                           | Duração |  |
| 1.   | "Espelho"                   | Diogo Nogueira                    | 4:51    |  |
| 2.   | "Corrente de Aço"           | Alcione                           | 3:57    |  |
| 3.   | "Do Jeito Que o Rei Mandou" | Zeca Pagodinho                    | 3:09    |  |
| 4.   | "João e José"               | Diogo Nogueira e Martinho da Vila | 3:55    |  |
| 5.   | "Pimenta no Vatapá"         | Lenine                            | 2:22    |  |
| 6.   | "Minha Missão"              | Seu Jorge                         | 5:33    |  |
| 7.   | "E Lá Vou Eu (Mensageiro)"  | Jorge Aragão                      | 3:54    |  |
| 8.   | "As Forças da Natureza"     | Teresa Cristina                   | 3:23    |  |
| 9.   | "Eu Hein, Rosa!"            | Ivan Lins                         | 2:39    |  |
| 10.  | "Mineira"                   | Grupo Revelação                   | 3:20    |  |
| 11.  | "Wilson, Geraldo e Noel"    | Gisa Nogueira                     | 3:06    |  |
| 12.  | "Das 200 Pra Lá"            | Sombrinha                         | 2:51    |  |

| CD 2 |                        |                                   |         |  |
| N.º  | Título                 | Artista                           | Duração |  |
| 1.   | "Poder da Criação"     | Beth Carvalho                     | 3:55    |  |
| 2.   | "Nó na Madeira"        | Djavan                            | 3:08    |  |
| 3.   | "Súplica"              | Mart'Nália                        | 4:40    |  |
| 4.   | "Alô, Madureira"       | Arlindo Cruz                      | 2:09    |  |
| 5.   | "Baile no Elite"       | Marcelo D2                        | 2:41    |  |
| 6.   | "Amor de Fato"         | Dudu Nobre                        | 2:50    |  |
| 7.   | "Chorando Pelos Dedos" | Hamilton de Holanda               | 3:59    |  |
| 8.   | "Chinelo Novo"         | Fundo de Quintal                  | 3:03    |  |
| 9.   | "Batendo a Porta"      | Leny Andrade                      | 2:28    |  |
| 10.  | "Um Ser de Luz"        | Mariene de Castro                 | 4:12    |  |
| 11.  | "Sonho de Bamba"       | Monarco e Velha Guarda da Portela | 3:33    |  |
| 12.  | "Clube do Samba"       | Diogo Nogueira e todos            | 4:29    |  |

## Créditos
- Direção musical - Alceu Maia
- Violão - Cláudio Jorge
- Piano - Cristóvão Bastos
- Sopros - Dirceu Leite
- Teclado - Fernando Merlino
- Baixo - Ivan Machado
- Bateria - Jorge Gomes
- Surdo - Milton Manhães
- Pandeiro - Paulinho da Aba
- Tamborim, Caixas, Congas - Pirulito